# Chariesthes similis
Chariesthes similis är en skalbaggsart som beskrevs av Stefan von Breuning 1938. Chariesthes similis ingår i släktet Chariesthes och familjen långhorningar. Inga underarter finns listade i Catalogue of Life.